# نوسواك
نوسواك (بالجرينلاندية: Nuussuaq)، بلدة لبلدية كاسويتسوب في جرينلاند.